# Старая Ясачная
Старая Ясачная — деревня в составе Железнодорожного муниципального образования Усольского района Иркутской области.

## География
Расположена примерно в 35 километрах южнее райцентра на протоке Ясачная реки Китой.

### Внутреннее деление
Село состоит из 42 улиц.
Кроме того, в состав села входит садовое товарищество Нефтехимик.

## История
Населённый пункт основан в 1840 году. В то время его население составляли буряты рода куркут, относившиеся к Китойскому инородческому ведомству.

## Население
| 2002 | 2010 | 2011 | 2012 |
| ---- | ---- | ---- | ---- |
| 70   | ↗128 | →128 | ↗137 |